# Vaszilij Mihajlovics Blohin
Vaszilij Mihajlovics Blohin (orosz nyelven: Васи́лий Миха́йлович Блохи́н; Szuzdal, 1895. január 7. – Moszkva, 1955. február 3.) szovjet vezérőrnagy, aki a sztálinista NKVD főhóhéra volt Genrih Grigorjevics Jagoda, Nyikolaj Ivanovics Jezsov, illetve Lavrentyij Pavlovics Berija irányítása alatt.
Sztálin maga választotta ki 1926-ban, hogy irányítsa az általa belső ellenségnek vélt személyek kivégzését. Igazán hírhedtté a Szovjetunióban 1936 és 1940 között lezajlott nagy tisztogatás, illetve a második világháború alatt véghezvitt kivégzései kapcsán vált. Egymaga végzett ki több tízezer foglyot. Ebbe tartozott az a 7000 lengyel hadifogoly, akiket a katyńi vérengzés során öltek meg 1940. tavaszán.
Mint a világon legtöbb embert egymaga kivégző, hivatalosan is elismert hóhér a Guinness Rekordok Könyvébe is bekerült.
A Sztálin halálát követő desztalinizáció jegyében ő is kegyvesztetté vált. Kényszernyugállományba helyezték és 1955-ben Moszkvában, hivatalos állásfoglalás szerint öngyilkos lett.

## Élete
1895. január 7-én született orosz paraszti családban, az első világháború alatt az orosz cári hadseregben szolgált, ahol tiszthelyettesi rendfokozatig jutott. 1921 márciusában csatlakozott a szovjet állambiztonsági hivatalhoz (Cseka). Bár levéltári anyagok nem támasztják alá egyértelműen, de nyilvánvalóan maga Sztálin bizta meg a "fekete vagy nedves munkával". Utóbbi megfogalmazás a gyilkosság, kínzás, megfélemlítés és kivégzések végrehajtását takarta.
Sztálin hamar felfigyelt kegyeltje munkájára, így hamar előléptették, és az ezt követő hat éven át az NKVD Igazgatási Végrehajtó Osztályán belül, célzottan a kivégzések lebonyolítására létrehozott Kommandatúra alosztályának vezetőjeként ténykedett. E század méretű alosztály központja a Lubjanka belső börtönében volt, Moszkvában. Az alosztály tagjait maga Sztálin választotta ki, és közvetlenül csak neki feleltek. Ez a rendkívüli felhatalmazás biztosította az egység hosszú működési idejét, három véres tisztogatás során.
Blohinnak mint főhóhérnak hivatalos titulusa a Lubjanka belső börtönének parancsnoka volt, ami feljogosította munkájának adatrögzítés nélküli kivitelezésre. Bár a becslések szerinti 828 000, Sztálin életében végrehajtott kivégzést a helyi csekisták az NKVD trojkáival együttesen hajtották végre, a tömeges kivégzéseket a Kommandantúra szakemberei felügyelték. A tömeges kivégzések felügyelete mellett nemegyszer maga Blohin személyesen végzett ki ismert embereket, beleértve a moszkvai kirakatperek során elítélt régi bolsevikokat is, mint pl. Mihail Nyikolajevics Tuhacsevszkijt, a Szovjetunió marsallját (titkos tárgyaláson ítélték el); és a három bukott NKVD-vezető közül Genrih Jagodát 1938-ban és Nyikolaj Jezsovot 1940-ben. 1937-es szolgálatért magas kitüntetést kapott.

## Közreműködés a katyńi vérengzések során
Blohin leghírhedtebb cselekedete az 1940 áprilisi, kb. 7000 lengyel fogoly agyonlövése volt, akiket a Katynyi-erdőben tömegsírban temettek el. A kivégzettek többsége katonatiszt és rendőrtiszt volt, akiket még 1939-ben fogtak el a lengyelországi szovjet invázió során. A Sztálini-rezsim által elkövetett gyilkosságokat később, a háborút követően a Harmadik Birodalomra terhelték a szovjetek.
1990-ben a Glasznoszty részeként Mihail Gorbacsov pártfőtitkár átadta a lengyel kormánynak a katyńi vérengzések során rögzített adatokat, felfedve előttük a Szovjetunió részvételét. Az április 4-én Sztálin által kiadott titkos parancsnak megfelelően, az NKVD akkori vezetőjének, Lavrentyij Berijának kellett megszerveznie a kivégzéseket. Az NKVD gyakorlatiasságának tükrében elég gyorsan vitték véghez a parancsot. 28 egymást követő éjszaka alatt a szovjetek kivégeztek 22 000 lengyel hadifoglyot, az NKVD kalinyini központjának speciálisan kialakított alagsori kivégző helyiségében.
Blohin kezdetben egy ambiciózus, 300 kivégzés/éjszaka kvótát határozott meg; és egy olyan hatékony rendszert fejlesztett ki, melynek során a foglyokat egy kis vörösre festett falú, ún. „leninista” előszobában utoljára azonosítják majd megbilincselik. Onnan átvezetik a szomszédban lévő kivégző helyiségbe. A szobát kifejezetten hangszigetelt falakkal tervezték, illetve lejtős betonpadlóval, amely lefolyóval volt ellátva és egy tömlővel, amivel a vért le tudták mosni. A kivégzésre várót egy rönkfal elé állították, majd agyonlőtték. Blohin mindig az ajtó mögött állt egy hentes bőrkötényben, bőrből készült kámzsában és vállig érő bőrkesztyűben. A foglyokat ítélet és egyéb formaságok nélkül tarkón lőtte egy Walther-típusú német pisztollyal. Blohinnak egy teli aktatáskája volt Walther pisztolyokkal, mert a Tokarev TT pisztolyt nem tartotta megbízhatónak, ill. hogy később a németekre tudják fogni a kivégzéseket.
A becslések szerint 30 helyi NKVD-ügynököt, őrt és sofőrt használtak a foglyok alagsorba történő kísérésére, adategyeztetésre, majd a testek eltávolítására, és minden egyes kivégzést követően lemosni a vért. Bár néhány kivégzést Andrej Rubanov állambiztonsági főhadnagy végzett, de maga Blohin volt az elsődleges kivégző, aki folyamatosan és gyorsan, megszakítás nélkül dolgozott. Az NKVD politikájával és a művelet titkos jellegével összhangban a kivégzéseket csak éjszaka végezték. Sötétedéstől hajnalig. A 300-as kezdeti kvótát Blohin az első éjszaka után 250-re csökkentette, mert úgy döntöttek, hogy minden további kivégzést teljes sötétségben kell végezni. A testek elszállítása egy hátsó ajtón keresztül történt, ahonnan egy zárt ponyvás teherautóra pakolták fel a tetemeket. A teherautó éjszaka kétszer fordult. Mednojéba ment, ahova Blohin egy buldózert és két NKVD-s gépkezelőt rendelt ki, hogy a testeket egy elhagyatott helyen betemessék. Minden éjszaka 24–25 tömegsírt ástak meg, melyeket a hajnal beállta előtt betemettek.
Blohin és csapata minden éjszaka 10 órán keresztül szünet nélkül dolgozott, Blohin pedig átlagosan három percenként végzett ki egy foglyot. Az éjszaka végén Blohin vodkát adott minden emberének. 1940. április 27-én Blohin titokban megkapta a Vörös Zászló érdemrendet és egy szerény havi fizetésemelést, mint Sztálin jutalmát a „különleges feladatok hatékony végrehajtásában való képességéért és szervezéséért” ". A 28 napig tartó, 7000 főt számláló kivégzés mai napig a legjobban szervezett, elhúzódó és dokumentált tömeggyilkosság az emberiség történetében. A Guinness Rekordok Könyvébe is bekerült 2010-ben, mint a "Legtöbb embert egyszemélyiben kivégző cím" birtokosa.

## Visszavonulása és halála
Blohin kényszerűségből vonult vissza 1953. márciusában, Sztálin halála után. Ugyanakkor Berija a visszavonulása időpontjában nyilvánosságra hozta tevékenységét. Miután Berija ugyanezen év júniusában kiesett a hatalom kegyeiből, Hruscsov a desztalinizáció kapcsán megfosztotta Blohint a rendfokozatától. Állítólag alkoholizmusba és súlyos mentális betegségbe esett, és 1955. február 3-án halt meg. Halálának hivatalos oka "öngyilkosság" volt.

## Családja
Vaszilij Blohin nős volt. Felesége Natalja Alekszandrovna Blohina (1901–1967), egy fiuk volt, Nyikolaj Vasziljevics Baranov (1916–1998).

## Kitüntetései
- A Cseka-GPU tiszteletbeli munkatársa (V) № 498
- A Cseka-GPU tiszteletbeli munkatársa (XV) (1932)
- Vörös Csillag Érdemrend (1936)
- Szovjet Becsület-rend (1937)
- Vörös Zászló érdemrend, kétszer (1940, 1944)
- A Munka Vörös Zászló Érdemrendje (1943)
- Lenin-rend (1945)
- Nagy Honvédő Háború érdemrendje, 1. osztály (1945)